# Yakuza Love Theory
Yakuza Love Theory (LOVE理論, Love Riron) est un seinen manga scénarisé par Masaki Satō et dessiné par Keiya Mizuno, prépublié entre juin 2012 et juin 2014 dans le magazine Manga Action et publié par l'éditeur Futabasha en cinq volumes reliés sortis entre janvier 2013 et juillet 2014. La version française est éditée par Soleil Manga dans la collection « Seinen ».
Une adaptation en téléfilm est diffusée sur TV Tokyo le 27 décembre 2013.

## Médias

### Manga
Yakuza Love Theory est un seinen manga scénarisé par Masaki Satō et dessiné par Keiya Mizuno, prépublié entre juin 2012 et juin 2014 dans le magazine Manga Action, et publié par l'éditeur Futabasha en cinq volumes reliés sortis entre janvier 2013 et juillet 2014. La version française est éditée par Soleil Manga dans la collection « Seinen » en autant de volumes sortis entre le 17 septembre 2014 et le 23 septembre 2015.

## Liste des volumes
| no | Japonais        | Japonais          | Français          | Français          |
| no | Date de sortie  | ISBN              | Date de sortie    | ISBN              |
| -- | --------------- | ----------------- | ----------------- | ----------------- |
| 1  | 28 janvier 2013 | 978-4-575-84190-9 | 17 septembre 2014 | 978-2-30204-259-9 |
| 2  | 28 mars 2013    | 978-4-575-84209-8 | 3 décembre 2014   | 978-2-30204-327-5 |
| 3  | 28 octobre 2013 | 978-4-575-84303-3 | 11 mars 2015      | 978-2-30204-486-9 |
| 4  | 28 février 2014 | 978-4-575-84359-0 | 24 juin 2015      | 978-2-30204-610-8 |
| 5  | 28 juillet 2014 | 978-4-575-84459-7 | 23 septembre 2015 | 978-2-30204-698-6 |

### Téléfilm
Une adaptation en téléfilm est diffusée le 27 décembre 2013 sur TV Tokyo, avec Nakamura Shidō II, Kenta Hamano, Ryūji Akiyama et Shun Shioya dans les rôles principaux.

## Analyse
AnimeLand relève que le manga propose « un grand nombre de conseils pour entamer une discussion avec une fille, se montrer bienveillant à son égard et ne pas déprimer après avoir pris un râteau. Tout cela semble parfois caricatural, comme si toutes les filles réagissaient de la même manière. Néanmoins, les plus timides et ou maladroits d'entre nous apprécierons les conseils apportés. Heureusement, ce manga ne se résume pas à un manuel de drague : l'humour y est très présent, les dessins sont soignés et dynamiques et les références à la pop-culture japonaise nombreuses ».